# Milo Dahlmann
Marie-Louise Milo Dahlmann, född 12 februari 1958 i Helsingborg, är en svensk sjuksköterska och långseglare.

## Biografi
Dahlmann växte upp i Helsingborg och övade klassisk dans på Malmö Stadsteater från 9 till 16 års ålder. År 1978 flyttade hon till Stockholm och började i samband med det segla, och skaffade sig skepparexamen och kunskaper om olika tekniska system på segelbåtar. År 1985, 27 år gammal, gav hon upp dansen och började att arbeta för Greenpeace.
År 1995 slutade hon på Greenpeace och började arbeta timanställd som sjukvårdsbiträde samt som navigationslärare, och sjösatte en tvåårsplan för att förverkliga en dröm om att segla till Antarktis. Resan påbörjades 1997 och gick via Storbritannien, Madeira och Kanarieöarna och sedan över Atlanten till Argentina och Chile i Sydamerika. Olika problem med båten gjorde att hon inte kunde segla sträckan från Sydamerikas sydspets till Antarktis. Hon kom istället att runda Sydamerika, segla norrut till Panamakanalen och sedan till Karibien. Hon seglade därefter över Atlanten tillbaka till Sverige dit hon anlände efter ett och ett halvt år till sjöss. Hon blev i och med denna resa den första svenska kvinna som ensamseglat över Atlanten.
Efter hemkomsten 1999 arbetade hon under 4 år som miljösamordnare vid Stockholms sjukhem och började sedan vidareutbilda sig och blev legitimerad sjuksköterska 2008.
Utifrån sina erfarenheter från seglingen byggde hon en ny segelbåt, Artemisia II. Den byggdes helt i stål för att klara av segling i frusna klimat. Målet var att åter igen försöka segla till Antarktis.
Den 22 juni 2009 lämnade Dahlmann Stockholm med destination Antarktis i stålsegelbåten Artemisia II. I januari 2011 nådde Milo Dahlmann fram till Antarktis, en resa som egentligen påbörjades 14 år tidigare. Den 24 september 2011 återkom Dahlmann till Stockholm och Liljeholmens båtklubb som var den plats hon startade från två år tidigare.
Dahlmann har sedan fortsatt att arbeta som sjuksköterska, men även som föreläsare samt aktiviteter till havs. Bland annat gjorde hon under flyktingkrisen 2016 insatser som ribbåtsförare på Medelhavet.